# 2024年夏季奧林匹克運動會和帕拉林匹克運動會的交通安排

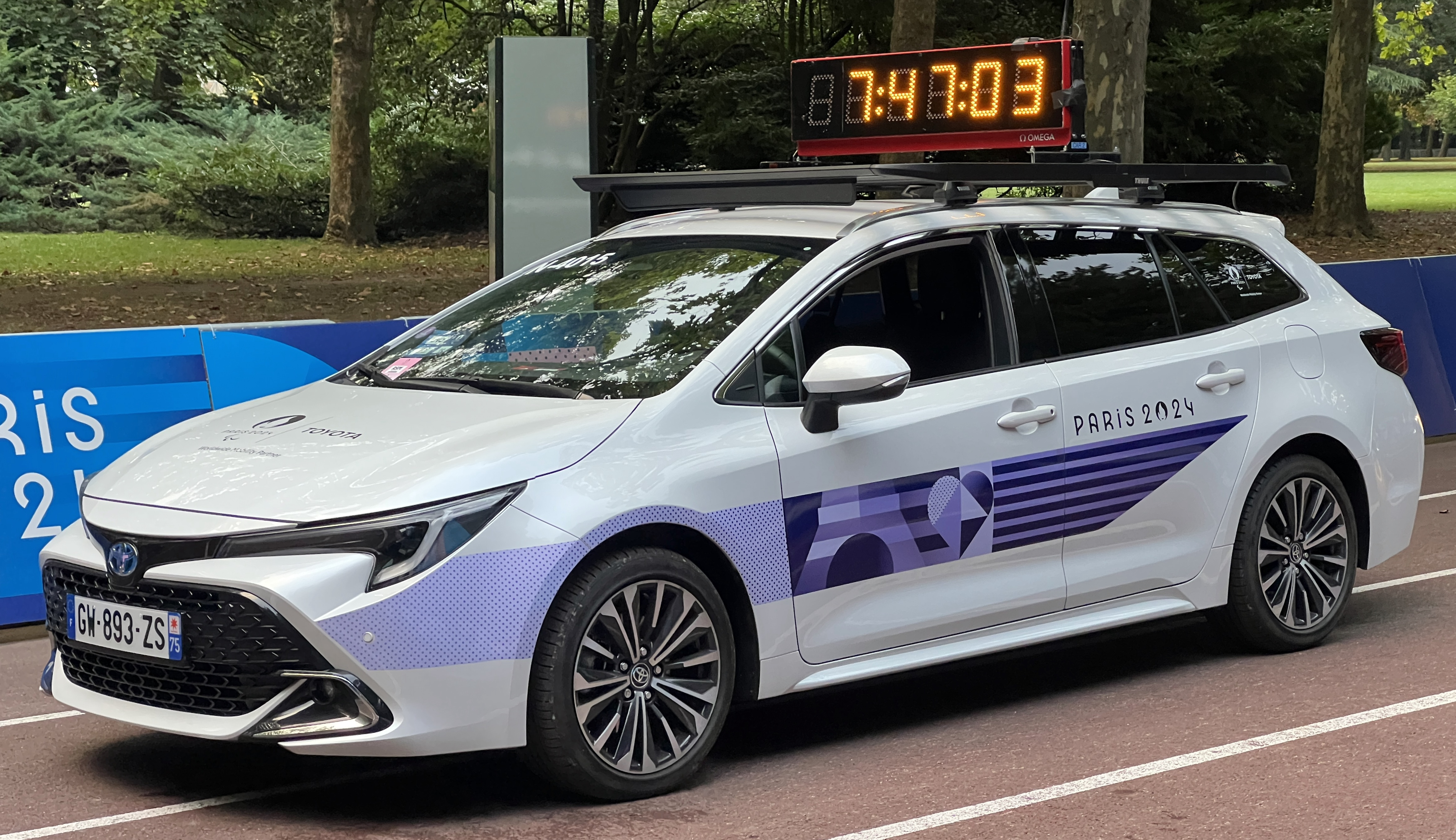
2024年帕運會馬拉松賽事中的官方車輛

交通系統是法國巴黎舉辦的2024年夏季奧運會與2024年夏季帕運會成功的關鍵因素。由於賽事規模龐大，如何將運動員、官員、媒體與觀眾運送至比賽場館成為重大挑戰。巴黎在申辦時承諾，100%的觀眾將使用公共運輸，且緊湊的場館布局能縮短交通時間。為此，當局投入超過5億歐元改善交通基礎設施。
主辦方開發了行動應用程式，提供即時路線規劃功能以應對突發狀況，並派出5,000名身穿紫色背心的服務人員駐守車站與公車站協助旅客。多數公車路線雖可供行動不便者使用，但考量帕運期間的高需求，當局額外提供1,000輛輪椅專用計程車。儘管多數巴黎地鐵車站仍無全面無障礙設施，主辦方仍安排約150輛無障礙接駁車往返場館與無障礙車站。運輸系統的安保嚴密且協調有序，但在2024年7月26日奧運開幕式當天，連環縱火事件導致鐵路服務中斷。
巴黎奧運的目標之一，是將賽事碳足跡較2012年倫敦奧運與2016年里約奧運減少一半。據估算，超過三分之一的溫室氣體排放來自運動員與觀眾的交通。為實現目標，所有場館均規劃自行車與大眾運輸接駁，並擴增公共運輸班次。新建415（258英里）自行車道串聯主要場館，另設置27,000個臨時自行車停放架。最終碳排量約159萬噸CO2當量，較倫敦與里約的平均值降低54.6%，其中53%（約83.36萬噸）來自觀眾的跨國旅行。

## 背景
2017年9月13日，國際奧林匹克委員會（IOC）於秘魯利馬正式宣布巴黎主辦2024年奧運與帕運，而早在同年7月11日競爭城市洛杉磯轉為申辦2028年奧運後，巴黎獲選已無懸念。根據IOC要求，主辦方須為運動員、官員、媒體及觀眾等群體提供交通服務，並將交通視為「賽事成功的關鍵」。過往如1996年亞特蘭大奧運等賽事曾因交通問題飽受批評。
巴黎在申辦文件中宣稱擁有「全球最佳公共運輸系統」，提出觀眾可免費使用大眾運輸，且緊湊的場館布局能縮短各類人員的交通時間。巴黎奧運另設定碳排減半目標，相較倫敦與里約奧運平均350萬噸CO2當量（含觀眾旅行等間接排放），運輸成為減排重點。為此，所有場館均規劃自行車與公共運輸接駁，車隊包含混合動力車與氫能公車。
巴黎大區公共運輸由法蘭西島運輸聯合會（Île-de-France Mobilités）統籌，協調巴黎大眾運輸公司（RATP，營運巴黎地鐵及部分區域快鐵（RER）路線）與法國國家鐵路公司（SNCF）等業者。該機構於2022年6月成為賽事官方合作夥伴，以優化運輸組織。多數比賽場館位於巴黎市區與郊區：奧運期間每日50場賽事分散於25個場館（13處在巴黎，12處在郊區），帕運期間每日18場賽事於17個場館（10處在巴黎，7處在郊區）舉行，總計分別舉辦767與261場賽事（含開閉幕式）。奧運期間每日需運送50萬名觀眾，帕運期間則為30萬名。
法國國民議會2023年2月的調查報告指出：「賽事成功與否，將取決於人流管理能力」，每日需運輸60萬名觀眾（35%來自海外）與20萬名持證人員。
2023年10月，法國交通部長克萊蒙·博納、體育暨奧帕運部長阿梅莉·烏代亞-卡斯塔與殘障事務部長熱納維耶芙·達里厄塞克共同成立「戰略移動委員會」，負責協調「所有賽事交通議題」，確保「各類人員動線順暢，包括持證者、觀眾與日常通勤者」。原定每六週開會一次，但首次會議遲至2022年12月才舉行，賽事交通協調員弗洛朗·巴爾東（Florent Bardon，SNCF子公司Gares & Connexions財務總監）更遲至同年12月8日才獲任命。《世界報》稱其為賽事「交通總指揮」。
COVID-19疫情延誤工程進度，並導致運輸業人力短缺與服務惡化。至2022年夏季，25%的公車班次停駛；2024年春季，RATP公車網絡仍有近10%班次取消，RER C準點率僅84%。2023年12月，地鐵2號線、3號線、6號線、8號線與13號線的服務水準仍低於90%，遠低於過往標準。

## 籌備工作

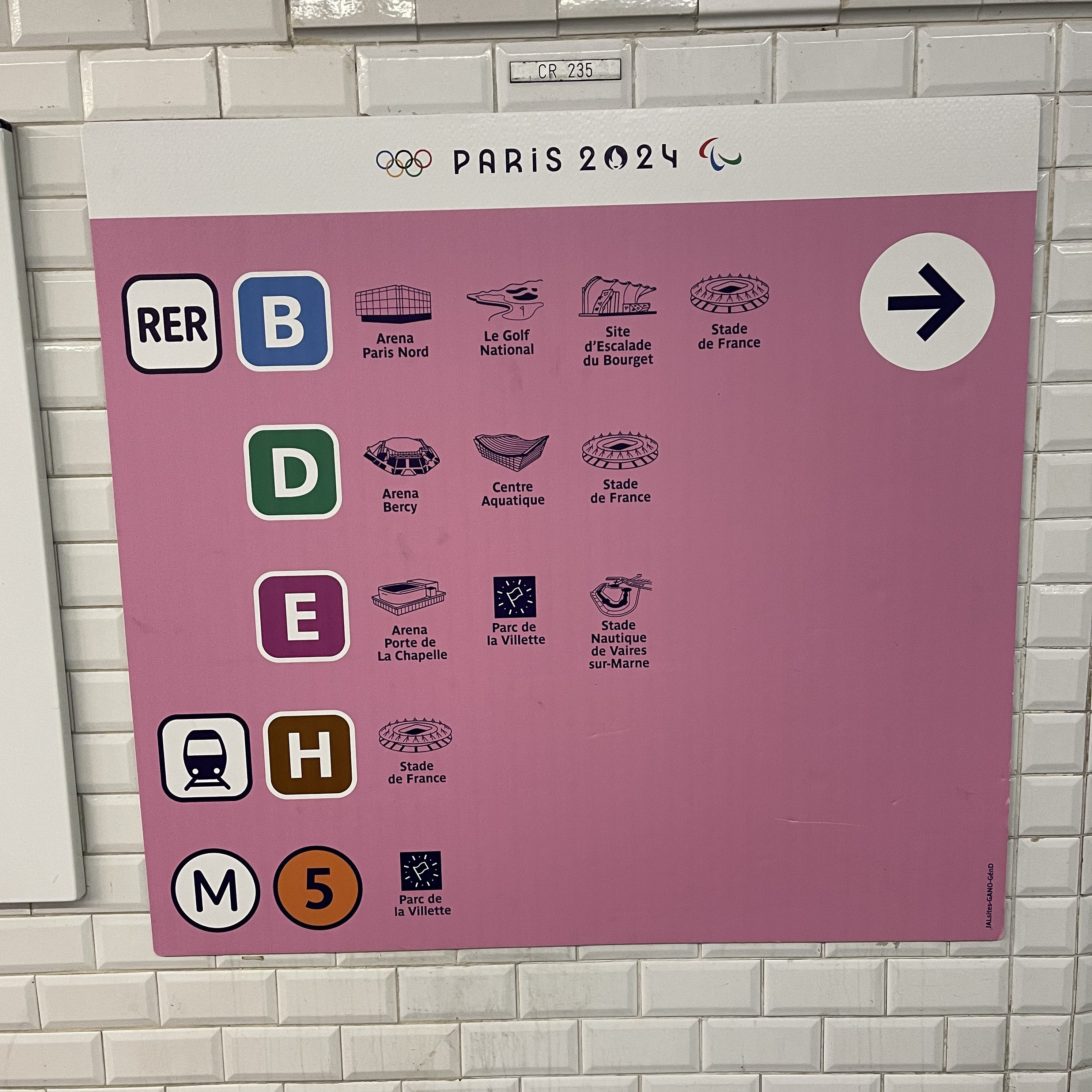
運輸網絡中隨處可見的粉紅色導引標誌

賽事交通基礎設施改善總投資逾5億歐元。巴黎奧運及帕運組織委員會（COJOP）的目標是讓100%觀眾透過公共運輸抵達賽場。
為避免影響賽事，2024年夏季暫停所有工程，導致2023年至2024年上半年服務頻繁中斷，尤以14號線在週末與假日的施工影響最顯著。
賽事期間，關鍵路線的運輸服務較平日夏季增加15%。為分攤成本，賽期間巴黎遊客需支付更高的交通費。
開發的行動應用程式提供即時路線調整功能，協助觀眾避開壅塞路段。5,000名穿紫色背心的服務人員進駐車站與公車站，場館資訊以粉紅色標示於列車與站內路線圖上。

## 安保措施
巴黎大區運輸網絡的安保由巴黎警察廳統籌，2023年5月19日通過的《奧運法》賦予其全權負責法蘭西島大區的安保與公共秩序，並擴大SNCF與RATP人員在運輸安全協調中心調閱監控畫面的權限。

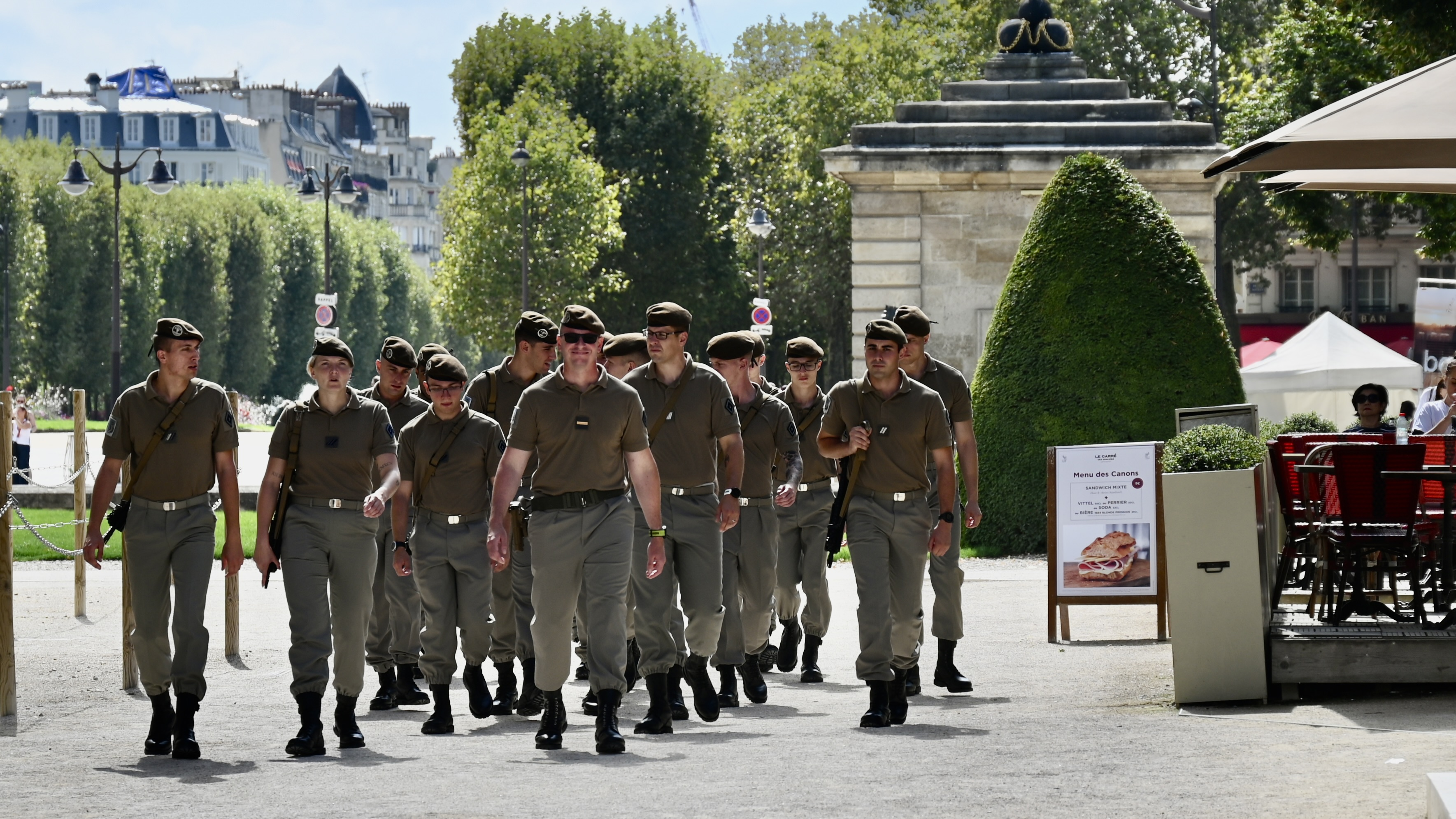
國家自行車場館旁的騎警

 自2022年夏季起，安保協調由設於巴黎警察廳總部的「行動安全指揮中心」（CCOS）負責，整合警方、憲兵及RATP、SNCF、Optile等運輸業者安管單位，並串聯10.1萬支監控鏡頭。奧運期間每日巡邏從125次增至700次，運輸警力從1,100人擴編至1,300人。除3,000名常駐安檢人員外，另部署5,000名臨時人員與50組爆裂物偵測犬，處理遺留物品。

## 無障礙設施

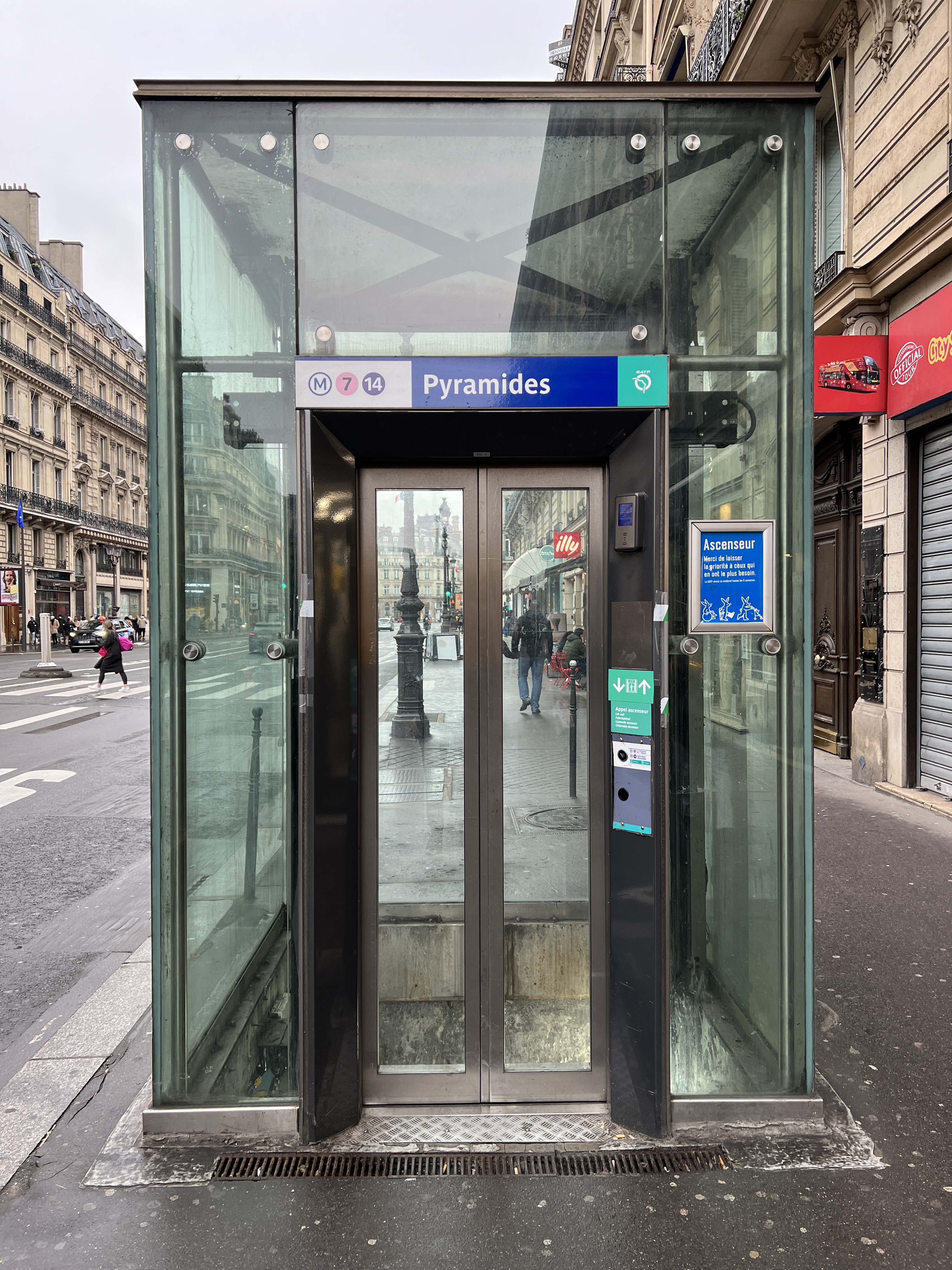
金字塔站的無障礙電梯

2023年，賽事無障礙設施引發關注。倡議團體APF France Handicap批評巴黎地鐵是「帕運遺產的最大污點」。主辦方預估將有35萬名殘障旅客造訪巴黎。
全數有軌電車路線與多數Transilien車站已實現無障礙，多數公車路線亦可供行動不便者使用，巴黎市政府耗資2,500萬歐元升級公車站與培訓人員。賽前交付逾1,000輛輪椅專用計程車，另安排無障礙接駁車往返場館與無障礙車站，帕運期間班次更密集。
多數地鐵車站仍非全面無障礙。增設無障礙坡道與電梯面臨多重障礙：部分車站歷史悠久、受建築遺產保護，或存在技術難題。1998年啟用的14號線全線20站均無障礙，1992年後延伸的路線亦配備電梯。
帕運前夕，法蘭西島大區主席瓦萊麗·佩克雷斯宣布地鐵無障礙改造計畫。法蘭西島運輸聯合會估算需耗資150至200億歐元，耗時約20年。國際帕拉林匹克委員會主席安德魯·帕森斯對此表示歡迎，並在2024年帕運閉幕式演說中特別提及此計畫。

## 公共運輸票證

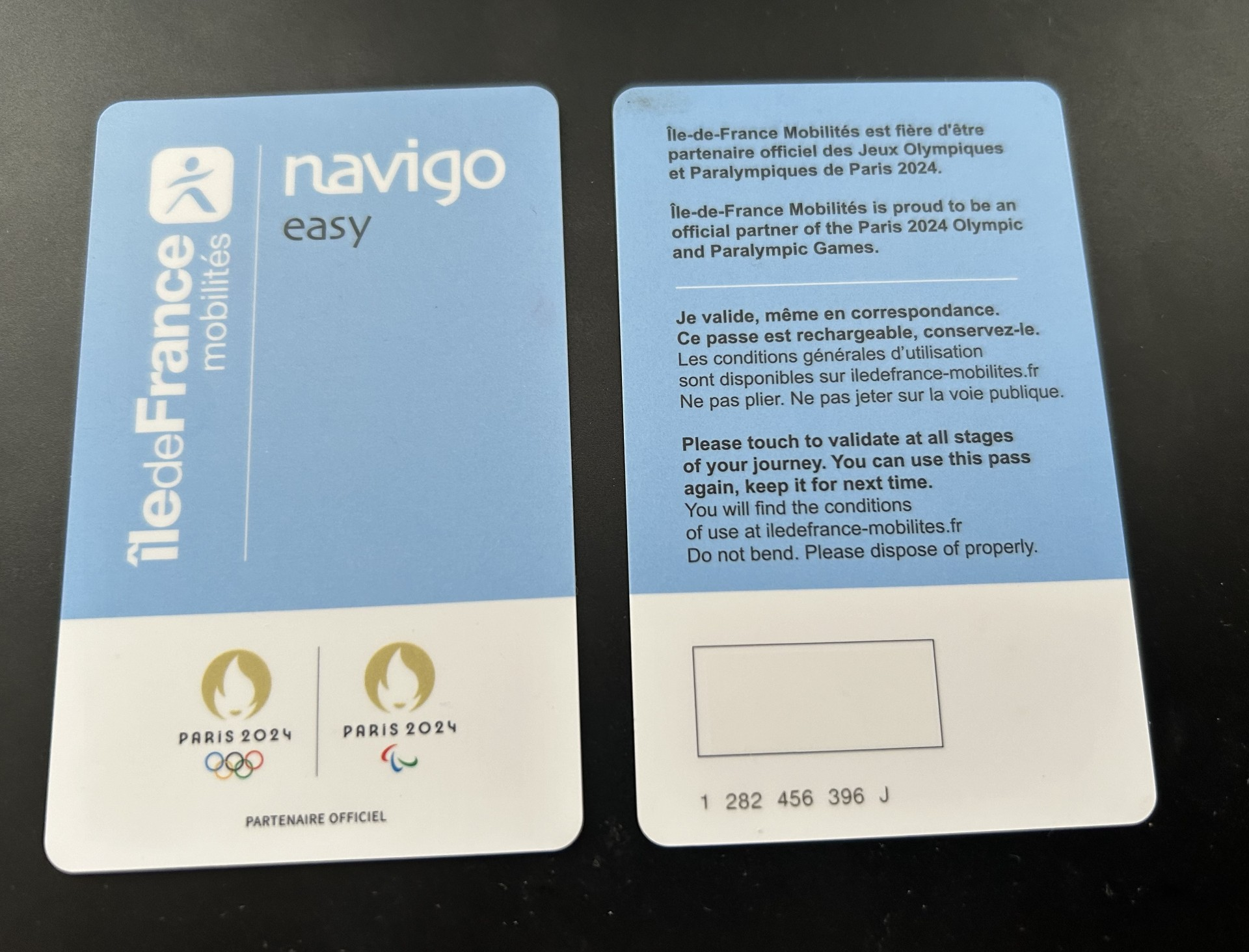
印有奧帕運標誌的Navigo交通卡

巴黎申奧時曾承諾仿效2012年倫敦奧運，提供持票觀眾免費公共交通，但2022年通膨加劇後，因預算調整取消此政策。法蘭西島運輸聯合會表示不會補貼持票觀眾，避免本地通勤族負擔成本。為因應增加的服務需求，賽期間巴黎遊客需支付更高交通費。
2024年7月20日至9月8日期間，推出「巴黎2024通行證」，可無限次搭乘法蘭西島大區交通工具，單日票16歐元、週票70歐元。同期調漲部分票價：單程t+票至4歐元、Navigo交通卡10次套票32歐元、往返奧利機場或戴高樂機場的點對點票16歐元。其他旅遊套票暫停販售，但在地居民的Navigo月票與Navigo Liberté+票證維持原價。

## 鐵路網絡

### 路線延伸
為迎接奧運，多項重大交通工程提前完工，包含地鐵、區域快鐵與有軌電車的新建及延伸，例如：
4號線南延至巴尼奧-露西·奧布拉克站（新增2站），2022年1月通車。
11號線東延至羅西尼-布瓦佩里耶站（新增6站），2024年6月通車。
14號線北延至聖但尼-普萊耶爾站（新增4站），2024年6月通車。新建的普萊耶爾都市跨越橋連接該站與RER D的法蘭西體育場-聖但尼站及鄰近的法蘭西體育場。
部分工程如15號線與戴高樂機場快線（CDG Express）未及賽前完工，預計分別於2025年與2027年啟用。

### 增開班次

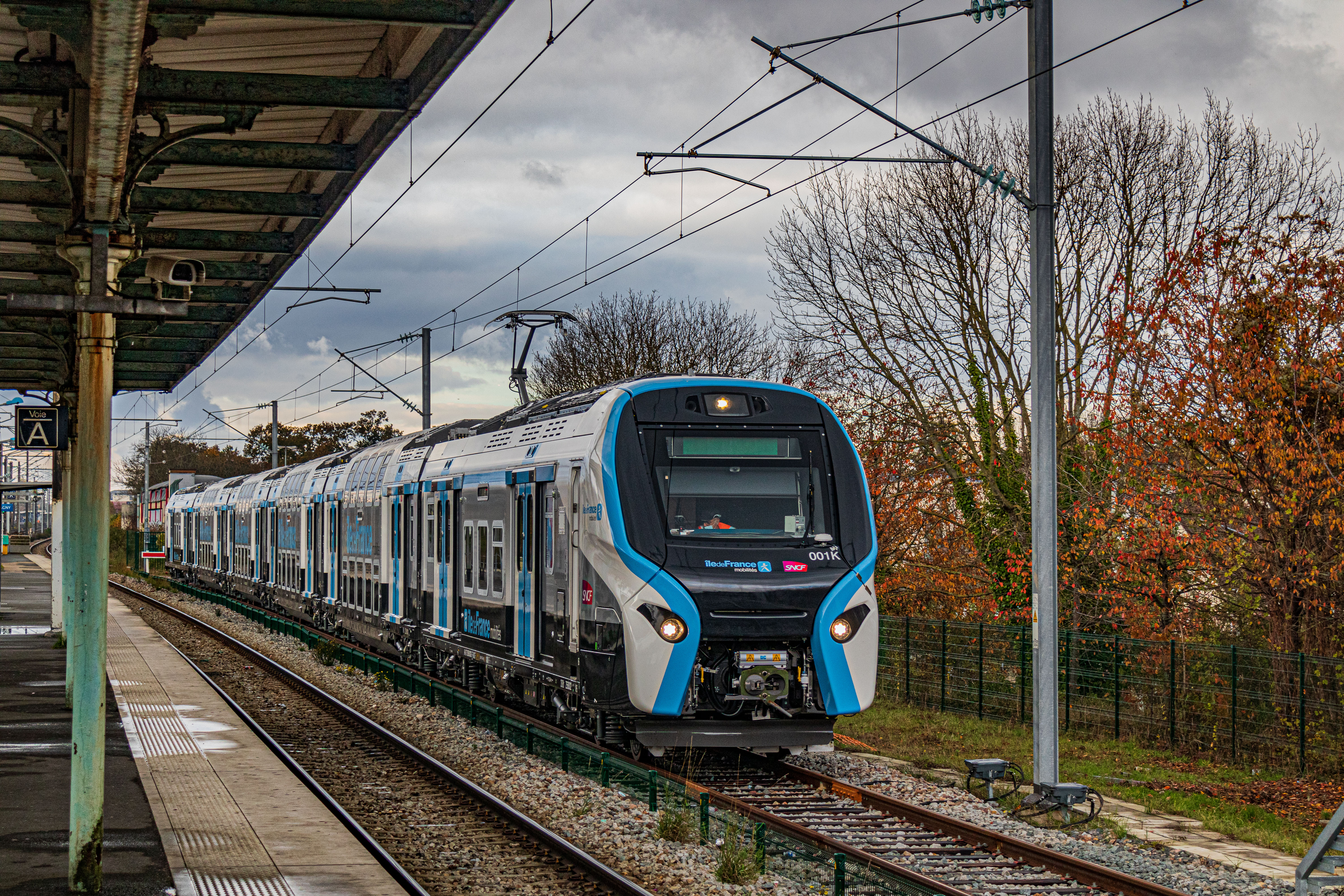
行駛於RER E的RER NG列車

奧運前，為讓司機提前休假，部分路線夏季減班措施提早一週實施。除RER A、B、K、U、R與有軌電車T4、T11、T12、T13外，其他路線班次減少逾10%，尤以RER C與Transilien N線影響顯著，克拉馬站候車時間達30分鐘。
奧運期間，關鍵路線班次較平日夏季增加15%。例如通常夏季施工的RER C核心路段增為每5分鐘一班；Transilien J線在聖拉扎爾車站至勒斯塔德站區間（服務科隆布的伊夫·杜馬努瓦體育場）離峰時段班次從每小時4班增至8班；Transilien P線往馬恩河畔瓦爾站每小時6班，N線每小時4班。

### 車站改善
巴黎北站原定2024年前的大規模改造縮減為5,000萬歐元局部優化，包含將歐洲之星自助通關閘門從5台增至10台以緩解英國脫歐後的邊檢延誤、更新郊區線電扶梯、擴建RER月台空間。站前廣場改為行人專用區，計程車招呼站移至地下停車場，東側新建公車轉運站與1,200席單車停車場。
瓦爾-托爾西站（服務馬恩河畔瓦爾水上體育場的賽艇與輕艇賽事）完成無障礙改造，聖但尼站亦進行無障礙與容量升級。賽期間，120個重點車站加強清潔。
鄰近活動場地的車站因安全考量關閉，例如協和站與杜樂麗站（靠近奧運聖火台），以及靠近協和廣場（舉辦自由式BMX、霹靂舞、滑板與三人籃球賽事）的香榭麗舍-克萊蒙梭站（1號線與13號線）。

## 自行車交通

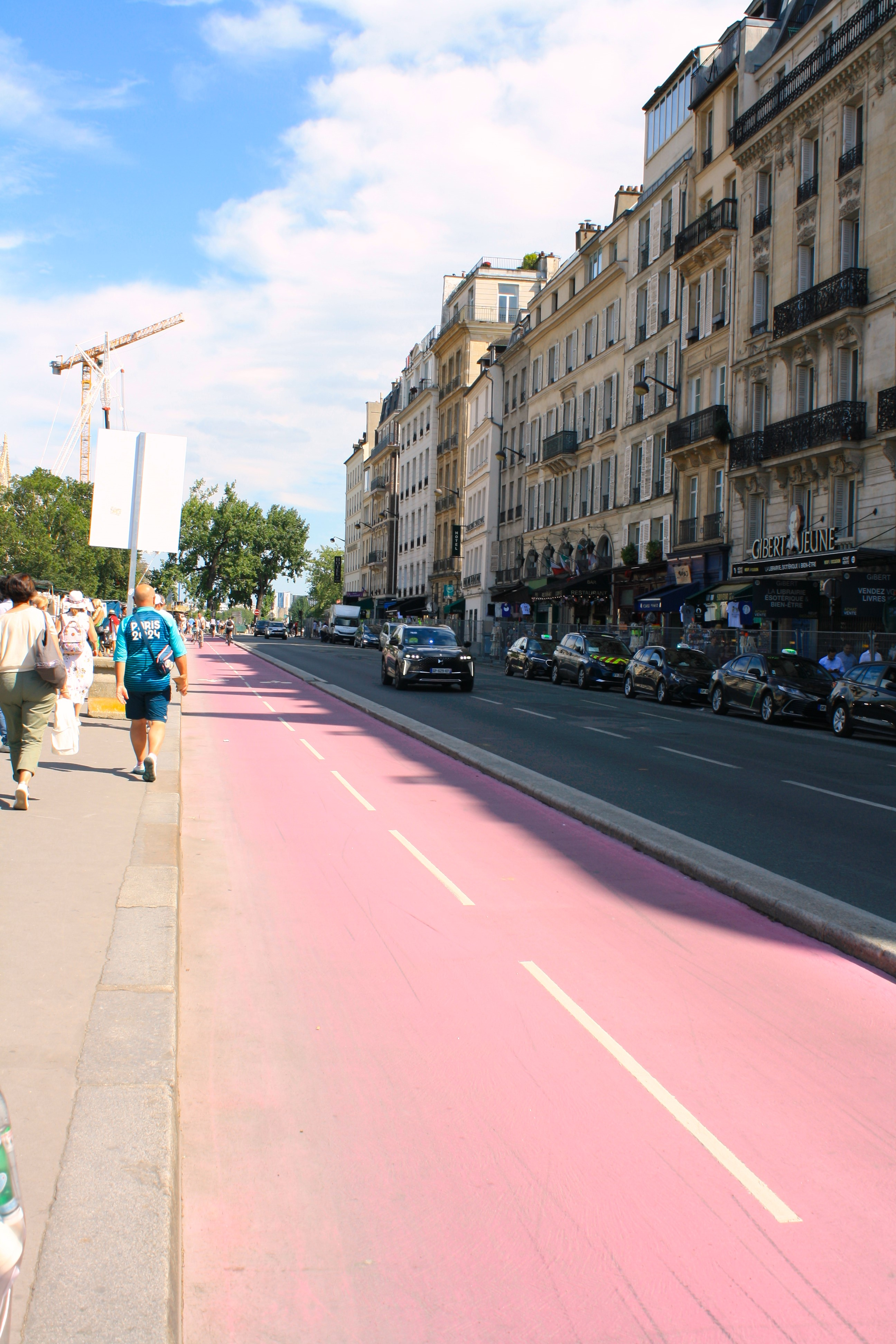
聖米歇爾河岸的粉紅色「奧運自行車道」

過去20年，巴黎大力推動步行與自行車友善政策，包含共和國廣場等空間行人化，以及Vélib'共享單車系統與自行車道建設。至2024年4月，巴黎市中心騎行人數已超越汽車。
賽事相關新建設施包含聖但尼運河右岸自行車道與奧運村人行橋。2022年，法蘭西島自行車聯盟指出90%奧運場館仍不易騎行抵達。
COVID-19疫情後自行車使用量激增，加上對公共運輸可靠性的疑慮，促使自行車納入賽事交通規劃。賽期間新建60（37英里）自行車道串聯所有場館，並設置27,000個臨時停車架。
奧運工程交付公司（Solidéo）資助多項自行車設施，包含迪尼-勒布爾歇人行橋、聖但尼法蘭克-穆瓦桑人行橋，以及奧運村人行橋（賽期間僅供代表團使用）。

除維勒潘特展覽中心外，所有場館均設自行車道與停車設施，總計串聯418公里自行車路網，包含賽前一年新建的55公里「奧運自行車道」（巴黎30公里、塞納-聖但尼省25公里）。儘管鼓勵騎行，但協和廣場等部分常規路線賽期間關閉。

## 道路網絡
與往屆奧運相同，巴黎與法蘭西島大區道路設置專用車道，確保持證車輛往返奧運村、場館與主新聞中心等地的效率。2022年5月4日法令規定，賽期間每日6:00至午夜，巴黎大區185公里道路部分車道專供持證人員、運輸與緊急車輛使用。豐田汽車提供包含500輛Mirai燃料電池車的車隊，另備1,000輛巴士運送運動員與持證人員。10條特殊接駁路線服務遠離火車站的場館，奧運村東側臨時巴士轉運站負責接送選手至賽場與訓練場。

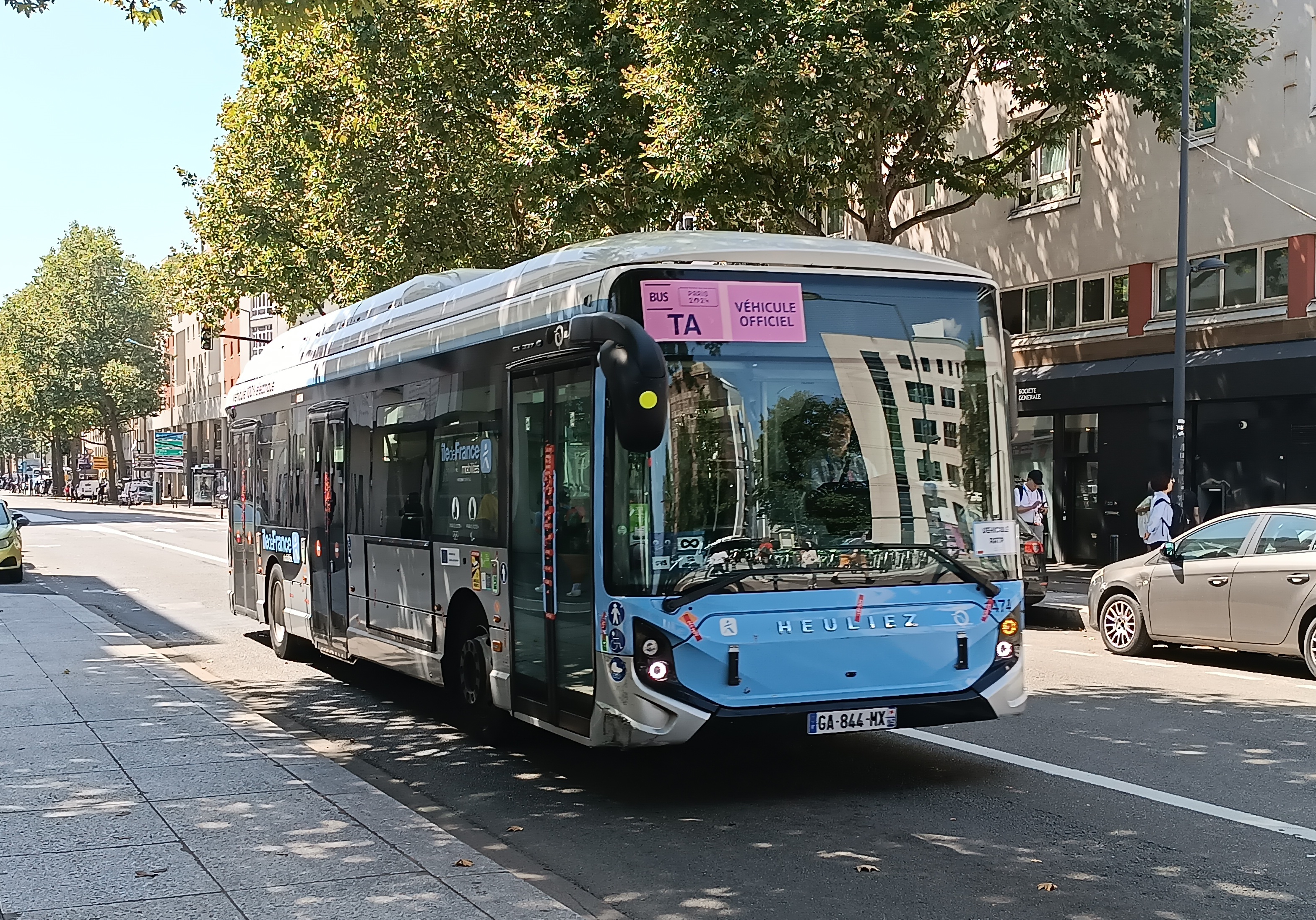
RATP公車網絡的電動Heuliez Bus接駁運動員往返奧運村

法國電力公司（EDF）子公司Izivia於馬約門、奧運村與勒布爾歇等地設置近800座臨時充電站，賽後移作EDF電動車隊使用。賽期間可再生電力驅動的官方車輛行駛逾310萬公里，消耗474 MWh電力，電力來自EDF的6座風力與2座太陽能發電場。
賽期間公車班次較平日夏季增加，但巴黎近全數路線調整。因場館與活動區域占用道路，16條公車路線自春季起改道，7月26日開幕式與8月3日公路自行車賽當天，更高達190條路線（占RATP中央區域路線58%）受影響。Noctilien夜間公車網於維萊特大廳等活動熱點增班至每20分鐘一班。交通管制細節遲至2024年3月才公布，影響運輸與工程業者夏季規劃。

標示交通管制範圍的法國道路標誌

奧帕運期間，專用車道每日6:00至午夜供持證車輛、計程車、大眾運輸、無障礙車輛與緊急車輛使用，違規者經車牌辨識系統查獲將處135歐元罰款。
專用車道包含A1高速公路（戴高樂機場至小教堂門）、A4高速公路（科萊吉安至貝西門）、A13高速公路（馬約門至羅康庫爾）、A12高速公路（羅康庫爾至蒙蒂尼勒布勒托訥與國道13號）、巴黎環城大道（塞夫爾門至貝西門）及貝西河岸。
為確保奧運村進出動線，A1高速公路從巴黎門廣場至聖但尼的匝道禁止一般車輛通行，並改建普萊耶爾交流道以維持A86高速公路銜接功能。

## 河運網絡
流經塞納-聖但尼省奧運村的塞納河北支自7月中旬至9月8日關閉，船運改道西支。這段平日未使用的河道耗資1,500萬歐元疏浚並設置導航設施。7月26日開幕式與開放水域游泳、鐵人三項賽事期間，塞納河實施航行管制。

## 航空運輸
巴黎兩大國際機場——戴高樂機場與奧利機場均連接大眾運輸網絡，14號線南延至奧利機場於賽前通車。連接戴高樂機場與市區巴黎東站的戴高樂機場快線未及完工，將延至2027年啟用。兩大機場需處理6.4萬名持證人員與4.7萬件運動裝備（含4,000件大型器材如獨木舟與自行車）的進出，尤其集中於7月18日奧運村開放後、奧運閉幕式前後及帕運期間。部分私人飛機降落於勒布爾歇機場。開幕式當天，法國北部空域關閉以維安。
主辦方估算逾三分之一溫室氣體排放來自運動員與觀眾交通。儘管多數代表團難以避免航空，比利奧會、英國奧協與荷蘭奧會承諾改搭火車入境。為簡化代表團離境流程，巴黎機場集團（ADP）在奧運村設置行李託運區，直接將大件行李運往機場。

## 交通中斷事件

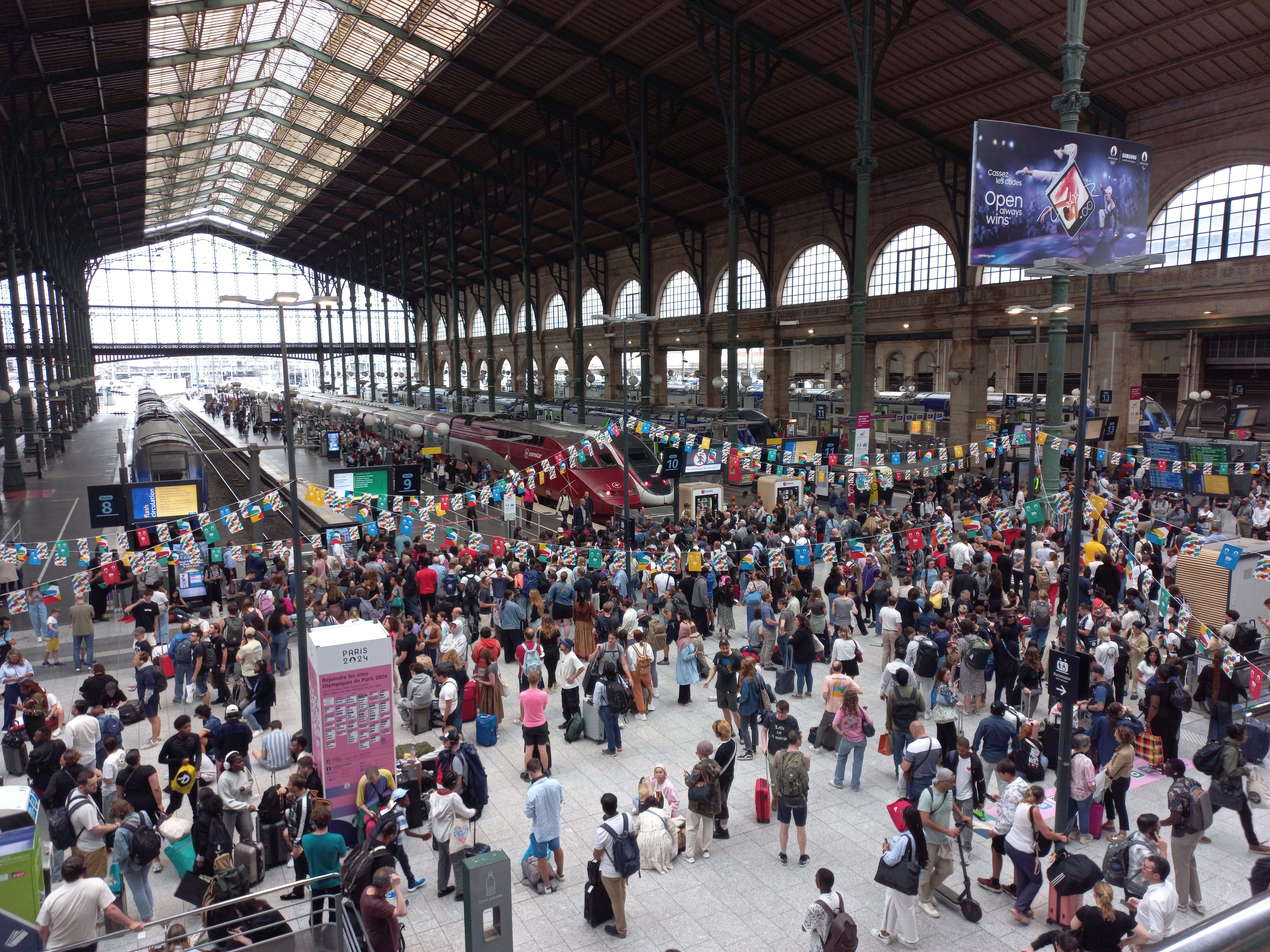
縱火案導致巴黎北站旅客滯留

2024年7月26日奧運開幕式當天，法國高速鐵路的大西洋線、北方線與東線遭連環縱火，國內外列車大規模停駛，影響約80萬旅客。嫌犯另企圖破壞東南線，但遭TGV維修人員制止。

## 巴黎以外賽事
除巴黎大區場館外，另有10處奧運場地位於法國其他地區，包含6座足球場：新波爾多體育場、熱奧弗魯瓦-基夏爾球場（聖艾蒂安）、博茹瓦爾球場（南特）、里昂公園球場、韋洛德羅姆球場（馬賽）與安聯里維耶拉球場（尼斯）。其他項目包含：馬賽港的帆船、沙托魯國家射擊中心的射擊、皮埃爾·莫魯瓦球場（里爾）的籃球與手球，以及遠在大溪地的衝浪賽事。帕運僅射擊項目於沙托魯舉行。
里爾的皮埃爾·莫魯瓦球場距巴黎火車車程1小時，轉乘地鐵1號線（黃線）可直達場館；馬賽的賽艇場館與自行車館可從普拉多圓環與聖瑪格麗特-德羅梅爾站（地鐵馬賽地鐵2號線）前往；沙托魯距巴黎2小時15分車程，市區公車網絡發達；里昂的球場可從里昂帕丟站搭乘T3或T7線里昂電車抵達；尼斯、聖艾蒂安與波爾多亦設自行車設施，波爾多更標示7公里騎行路線至球場。

## 成果
巴黎奧運最終碳排量約159萬噸CO2當量，較倫敦與里約平均值降低54.6%，其中53%（約83.36萬噸）來自觀眾旅行，超出預期主因售票超標且大量觀眾來自歐洲以外。門票收入達14.89億歐元，較目標高出3.48億歐元，最終盈餘逾2,680萬歐元。
所有場館均設大眾運輸接駁，法蘭西島大區場館更有75%距車站500公尺內，使87%觀眾選擇公共運輸，415（258英里）自行車道與27,000個停車架則吸引5%觀眾騎行。交通規劃被評為巨大成功，歸功於長達8年的縝密準備。觀眾流量預測高度準確，數百萬人次運輸未發生重大事故，甚至帕運尾聲的開學季亦平穩度過。